# Куб-БЛА
Куб-БЛА — российский высокоточный беспилотный летательный аппарат. Разработчик — группа компаний ZALA AERO, входящих в концерн «Калашников». Предназначен для поражения небронированных одиночных и групповых наземных объектов в любое время суток, а также при порывах ветра до 10 м/с.

## Общая информация
Малоразмерный ударный беспилотный летательный аппарат «Куб-БЛА» разработан российским концерном «Калашников» и впервые представлен на международной выставке вооружений IDEX 2019 в Абу-Даби, Арабские Эмираты.
В сообщении концерна отмечается, что после запуска беспилотник может барражировать в воздухе, обнаруживая цель, а затем атаковать её из верхней полусферы вертикальным пикированием. Это позволяет, например, поражать танки, пробивая верхнюю часть башни и корпуса, имеющие минимальную толщину брони.
«Куб-БЛА» доставляет полезную нагрузку по координатам цели, которые задаются вручную, либо по изображению с целевой нагрузки наведения, кроме того дрон может использоваться в режиме роя.
Преимуществами комплекса являются скрытый запуск, высокая точность бомбометания, бесшумность и простота в обращении.
На 16 декабря 2021 года ударный беспилотный комплекс «Куб-БЛА» успешно прошёл испытания и готов к применению.

## Тактико-технические характеристики
ТТХ:
- Габариты — 1210х950х165 мм.
- Максимальный взлетный вес — 8 кг.
- Диапазон высоты полета — 150-1000 м.
- Диапазон скоростей полета — 80-130 км/ч.
- Продолжительность полёта — до 30 минут.
- Радиус действия — не более 25 км.
- Масса полезной нагрузки — 3 кг.
- Цена — Неизвестно (Ноябрь 2021).[3]

Состав комплекса:
- Управляемый носитель — 25 шт.
- Аккумуляторная батарея — 25 шт.
- Осколочно-фугасная боевая часть — 25 шт.
- Унифицированное стартовое оборудование — 1 шт.
- Наземная станция управления — 1 шт.
- Аккумуляторно-зарядная станция — 1 шт.

## Критика
По мнению Брента М. Иствуда на аналитическом ресурсе 19FortyFive, одним из недостатков Куб-БЛА является то, что его система наведения затрудняет использование против движущихся целей.

## Боевое применение

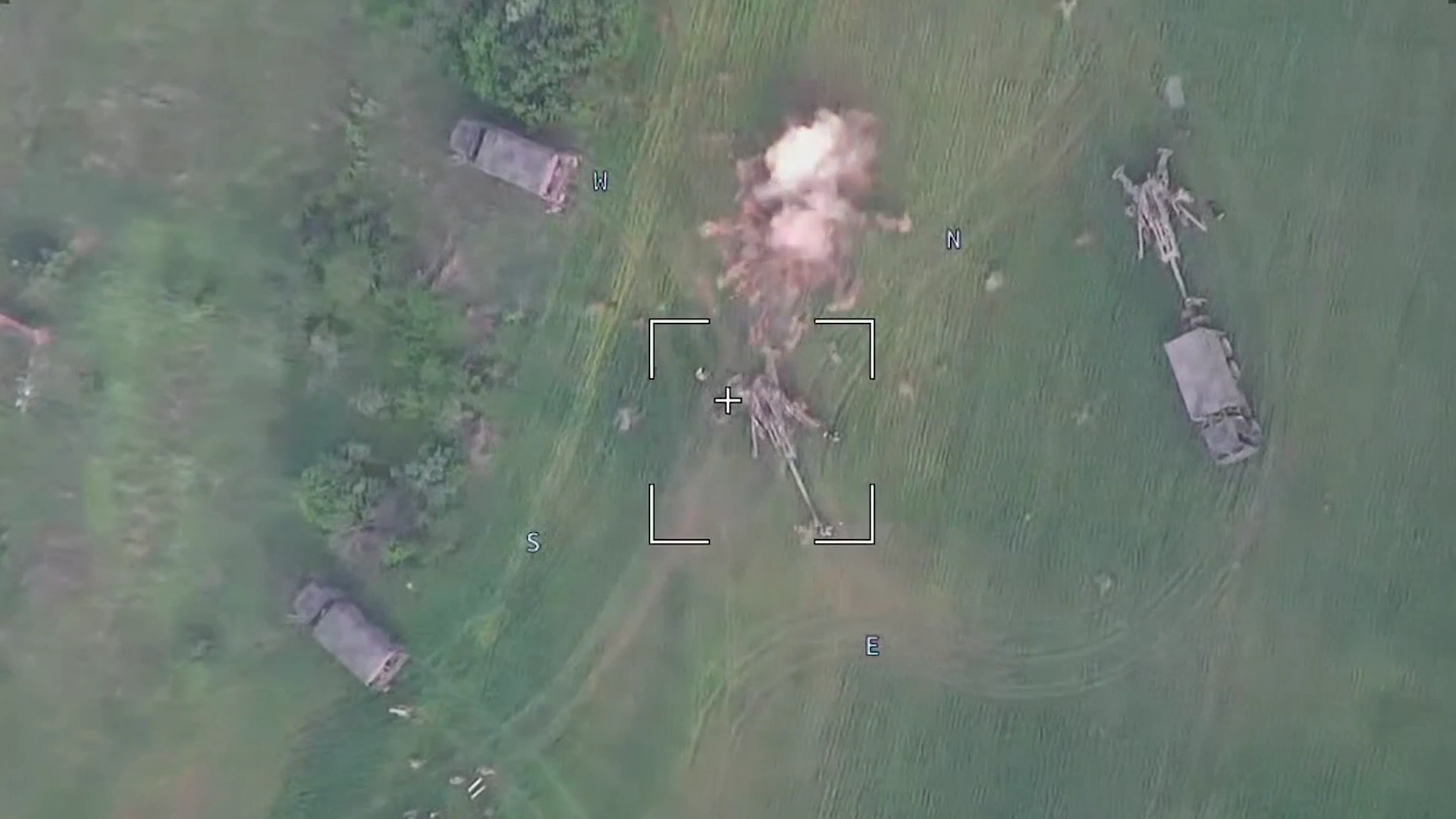
Неудачная атака Куб-БЛА на украинское орудие М777

Использовался против людей в Идлибе, а также ходе вторжения России на Украину, в Киеве 12 марта 2022 года Куб-БЛА упал на дом недалеко от правительственного квартала Киева, предположительно он был перехвачен, но также есть мнение, что произошла осечка и заряд не сработал. Эксперты предполагают, что целью могла быть не только атака на конкретных высокопоставленных лиц, но и разведка местности в данном районе.
18 мая Минобороны России опубликовало видео, на котором Куб-БЛА неудачно атакует орудие М777 вооружённых сил Украины. По мнению Себастьяна Роблина на аналитическом ресурсе 19FortyFive, дрон слишком поздно начал корректировать свой курс, что привело к малоэффективному поражению орудий. Ошибкой россиян он считает использование только одного дрона одновременно, так как даже в случае точного попадания поражающая способность весьма ограничена.

## См. также

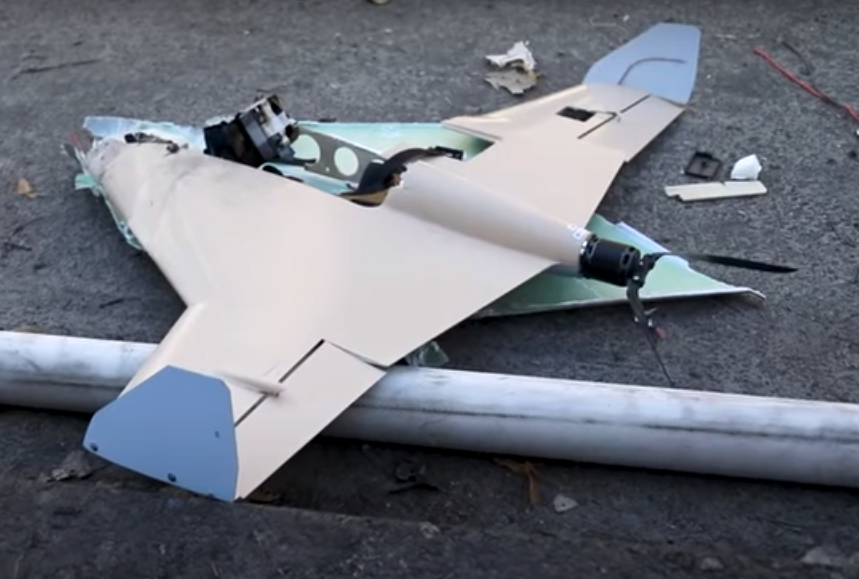
Сбитый теробороной Киева беспилотнтк «Куб-БЛА»